# Crateromorpha tumida
Crateromorpha tumida är en svampdjursart som beskrevs av Schulze 1886. Crateromorpha tumida ingår i släktet Crateromorpha och familjen Rossellidae. Inga underarter finns listade i Catalogue of Life.